# Simulium simile
Simulium simile es una especie de insecto del género Simulium, familia Simuliidae, orden Diptera.
Fue descrita científicamente por Silva Figueroa, 1917.